# Гостев, Пётр Андреевич
Пётр Андреевич Гостев (14 февраля 1924 года — 15 сентября 1998 года) — участник Великой Отечественной войны, разведчик-наблюдатель 37-го гвардейского миномётного полка 5-й ударной армии 1-го Белорусского фронта, гвардии старшина.

## Биография
Родился 14 февраля 1924 года в деревне Атряшка Чернушинского района Пермской области в семье крестьянина Андрея Севостьяновича и Анастасии Максимовны. Закончив 6 классов Козьмяшинской школы, работал в колхозе имени 1-го Мая. В 1941 году окончил школу фабрично-заводского обучения в Кизеле, работал шахтёром на шахте «Рудничная».
В Красной Армии с августа 1942 года, направлен в военное миномётное училище, но недоучился: в октябре 1942 года по собственной просьбе был направлен на фронт и зачислен в роту разведки 2-й гвардейской миномётной бригады «катюш».
На фронтах Великой Отечественной войны с декабря 1942 года.
5 июля 1944 года юго-восточнее города Минск, находясь в разведке и заметив готовящуюся контратаку превосходящих сил противника, П. А. Гостев собрал отряд из местных жителей для помощи в отражении контратаки. Под его руководством отряд уничтожил и захватил в плен большое количество солдат противника.

Приказом от 22 августа 1944 года гвардии красноармеец Гостев Пётр Андреевич награждён орденом Славы 3-й степени (№ 203895). 
3 марта 1945 года старший разведчик гвардии сержант П. А. Гостев, действуя в тылу противника в районе населённого пункта Шенебек (14 км северо-восточнее города Штаргард, Германия, ныне город Старгард, Польша), уничтожил 6 и пленил 3-х солдат противника, вывел из строя вражеский пулемёт.

Приказом от 25 марта 1945 года гвардии сержант Гостев Пётр Андреевич награждён орденом Славы 2-й степени (№ 27040). 
24 апреля 1945 года, ведя разведку накануне форсирования реки Шпрее (Берлин), гвардии сержант П. А. Гостев проник глубоко в расположение противника и установил расположение 5 опорных пунктов и 5 огневых точек противника. Корректируя огонь «катюш», вызвал огонь на себя, так как враг находился в непосредственной близости от наблюдательного пункта. 28 апреля в уличном бою в Берлине из захваченного у врага оружия уничтожил 3 огневые точки и несколько солдат противника.

Указом Президиума Верховного Совета СССР от 15 мая 1946 года за исключительное мужество, отвагу и бесстрашие, проявленные в боях с гитлеровскими захватчиками, сержант Гостев Пётр Андреевич награждён орденом Славы 1-й степени (№ 1451). 
В 1947 году старшина П. А. Гостев демобилизовавшись, вернулся на родину. В 1948 году, уже дома, ему был вручен последний боевой орден.
Работал бригадиром полеводческой бригады, шофером, после окончания Чернушинского училища механизации сельского хозяйства — механиком-комбайнером, токарем МТС.
В 1959 году выехал на строительство Воткинской ГЭС, где работал механиком-водителем катера. Затем работал на комбинате шелковых тканей. Жил в городе Чайковский Пермской области. Скончался 15 сентября 1998 года.

## Награды
- Полный кавалер Ордена Славы
  - Орден Славы 3-й степени (22.08.1944, № 203895),
  - Орден Славы 2-й степени (25.03.1945, № 27040),
  - Орден Славы 1-й степени (15.05.1946, № 1451),
- Орден Отечественной войны 1 степени,
- Орден Трудового Красного Знамени,
- медали.

## Память
- Бюст П. А. Гостева в числе 12 Героев Советского Союза и 2 Полных Кавалеров Ордена Славы, жителей Чернушинского района, установлен на Аллее Славы, открытой 9 мая 2010 года в городе Чернушка.
- Бюст П. А. Гостева в числе 1 Героя Советского Союза и 3 Полных Кавалеров Ордена Славы, жителей Чайковского района, был установлен 8 мая 2005 года на Площади Победы в Чайковском.
- Мемориальная доска в г. Чайковском, на доме по улице Советской, 11,  где последние годы жил Гостев, была установлена 9 мая 2000 года.
- В селе Нижний Козьмяш (Чернушинский район Пермского края), где учился Петр Гостев, ежегодно в феврале  проходят лыжные гонки на приз Героя.
- В городе Чернушке проходят соревнования по плаванию в честь Героя, так как бассейн находится на улице Гостева.
- В городе Чернушке и в селе Павловка улицы названы в честь Героя.